# Murskosoboška hranilnica
Murskosoboška hranilnica (madžarsko Muraszombati Takarékpénztár) je bila prva banka v Murski Soboti ter na območju današnjega Prekmurja. Ustanovljena je bila leta 1873, čeprav nekateri navajajo letnico 1874. Kasneje se je preimenovala v Prekmurska banka. Častni predsednik je bil grof Teodor Szécsényi. 

## Zgodovina
Zgodovina bančništva v Murski Soboti je povezana z imenom advokata Geze Pinterja. Leta 1870 se je pojavil v Murski Soboti mlad advokat Geza Pinter in našel stike s takratno nobiliteto tega kraja, z družino posestnika Berke in z uglednim lastnikom takratne »Krone« (sedaj »Zvezde«) Mostom, z lekarnarjem, okrajnim zdravnikom itd. Pinter se je priženil v družino Berkejevih. Z vso svojo družino je postal eden izmed glavnih stebrov elitnega in ekskluzivnega kroga Sobote. Precej pomembno vlogo pri ustanavljanju je odigral tudi Jožef Berke, ki je kasneje prevzel mesto ravnatelja hranilnice.
Pinter je zbral okrog sebe določeno število prijateljev, ki so mogli in so bili tudi pripravljeni podpisati ter kupiti 300 delnic po 100 florintov, torej 30.000 florintov. S tem se začenja zgodovina »Muraszombati Takarekpenztar«. Jasno je, da subskripcija delnic ni bila namenjena širokemu sloju prebivalstva; namenjena je bila osebnim koristim ekskluzivnega kroga ljudi. Ta je tudi prevzel ves paket delnic. Predsednik-ravnatelj in pravni referent »Muraszombati Takarekpenztar« (brez oznake »Rt«, kar pomeni »delniška družba«) je postal Geza Pinter, člani upravnega odbora so bili okrajni načelnik, predstavniki in poglavarji omenjenih družin (Jožef pl. Berke, Mihaly pl. Berke, Most, itd). Glavni knjigovodja je bil Josef Kleinrath, zet gostilničarja Mosta. Tudi drugi uslužbenci so bili člani iz družin ustanoviteljev. Hranilnica je bila predvsem namenjena posojanju denarja med višjimi krogi takratne Sobote in okolice, zato ne preseneča, da je bil delničar hranilnice tudi grof Geza Szápáry.
Zavod se je ukvarjal z nabiranjem hranilnih vlog in dajanjem kratkoročnih posojil v obliki meničnega eskonta, v glavnem pa je posojal proti zadolžnicam. Dajal je tudi srednja in dolgoročna posojila na vknjižbo na nepremičnine. To enostavno poslovanje je prešlo v rutino in se je skoraj brez spremembe obdržalo d o začetka XX. stoletja. Ni nobenih podatkov o tem, na kakšen način je zavod prestal finančno krizo leta 1892 in valutno spremembo ter 19-odstotno devalvacijo državnih blagajniških zapisov. Verjetno so rezerve krile nastalo izgubo teh finančnopolitičnih ukrepov. Po nenadni Pinterjevi smrti je prevzel službo predsednika in ravnatelja evangeljski
senior Istvan Kováts; pravni referent je bil Janoš Cifrak iz Sombotela toliko časa, dokler ni doštudiral Pinterjev sin. Medtem je hranilnica večkrat zvišala delniško glavnico, vendar je bil priliv novega kapitala neznaten: za izdajo novih delnic so uporabili tekoče dobičke in rezerve. Zavod je izplačeval visoke dividende in tantieme, delnice so imele v redkem prometu visoko ceno. Tu in tam je bila prodana dvestokronska delnica za 1000 kron.
Medtem je šla hranilnica po svoji konservativni poti naprej. Sčasoma je kupila skromno staro pritlično hišo za svoje poslovne prostore; pozneje je zgradila enonadstropno hišo, ki stoji še danes na Slovenski uliciv Murski Soboti. Med člani vodilnega soboškega kroga je nastalo določeno trenje. Dva člana družine Most in odvetnik, ki je pripadal družini Berke, niso prišli pri hranilnici na svoj račun. Kriza se je rešila na ta način, da se je ustanovila »Delvasmegyei Takarékpénztár Rt« (Hranilnica južnega dela Železne županije d. d.) s sedežem v Murski Soboti. Njen predsednik ni pripadal nobeni izmed omenjenih družin: bil je rimskokatoliški kanonik Janoš Slepec. V tesni zvezi z družino Most sta pa bila knjigovodja Győző Faschinger in blagajnik Ludvik Most. Pravni referent je bil odvetnik dr. Šandor Olajos, Berketov zet. Trenutno so s tem rešili personalni problem. Ta banka ni nastala zaradi ekonomsko-finančnih potreb in je nekaj časa životarila po metodah »Muraszombati Takarékpénztár*, dokler ni nastopila kriza po nesrečni knjigovodjevi smrti. 
Nastali primanjkljaj so krile prizadete družine. Upravni odbor banke je nastavil namesto umrlega Paschingerja mladega, sposobnega, agilnega domačina. Zdelo se je, da se bo zavod popolnoma saniral in da bo šel po poti prosperitete. Totla med te najbolj optimistične upe je treščila nova katastrofa. Hranilnica je hotela poslati 10.000 kron v denarnem pismu v Győr zaradi pokritja reeskomptnega dolga. Denarno pismo ni nikdar prišlo do pošte, ker je vsota odjadrala z glavnini funkcionarjem vred v Ameriko. Posledica je bila kompletna revizija in pogajanja z »Muraszombati Takarékpénztárom* zaradi fuzije. Zadeva se je dala rešiti z revalorizacijo vrednosti hiše in z obvezo članov upravnega odbora, da bodo krili deficit. Tako se je izgubila »Delvasmegyei Takarekpenztar« s svojo aktivo in pasivo vred v kontih »Muraszombati Takarékpénztára*.
Ko so potekale te transakcije, je nastala pri »Muraszombati Takarekpenztaru« zelo resna personalna kriza. Sin Geze Pinterja, Nikolaj Pinter, je nastopil, da prevzame dediščino svojega očeta, to je, zelo donosne posle pravnega svetovalca pri hranilnici. Toda na tem mestu se je močno usidral Janoš Cifrak in je težko ter z nezadovoljstvom prepustil to dobro službo. Cifrak je nato mobiliziral svoje prijatelje in znance v Szombathelyu, se povezal s »Szombathelyi Takarékpénztárom* in dosegel, da je ta zavod ustanovil v Murski Soboti še tretji denarni zavod s firmo »Muravideki Takarékpénztár Rt.« (Pomurska hranilnica d. d.). Cifraku ni uspelo pridobiti mnogo delnic nove hranilnice, zato je prevzela szombathelyjska hranilnica večino delnic; s tem ni nove hranilnice samo afiliirala, temveč tudi dominirala nad njo. 
Tako je imela Murska Sobota štiri denarne zavode toliko časa, dokler ni »Muraszombati Takarékpénztár« inkorporiral hranilnice »Delvasmegyei Takarékpénztár«. Toliko zavodov je bilo preveč za takratne razmere. »Szombathelyi Takarékpénztár« je postal nestrpen zaradi premajhne rentabilnosti novega soboškega zavoda. To je prisililo Cifraka, da je iskal modus vivendi, ki naj bi upošteval tudi njegove lastne interese. Uspelo se mu je sporazumeti z »Muraszombati Takarékpénztárom«. Ta hranilnica je prevzela aktiva in pasiva »Muravideki Takarékpénztára«, zvišala je delniiško glavnico in zamenjala delnice tega zavoda za svoje. Tako je postala »Muraszombati Takarékpénztár« avtomatično afiliacija »Szombathelyi Takarékpénztára«. Osebna vprašanja so rešili tako, da je dobil Cifrak tretjino dohodkov iz pravnega poslovanja in stalno mesečno plačo kot drugi pravni referent; obenem je postal podpredsednik. 
Zaradi vlaganja v vojne obveznice med prvo svetovno vojno je hrailnica izgubila ogromno denarja in se med političnim dogajanjem po prvi svetovni vojni leta 1924 preoblikovala v Prekmursko banko.

## Prekmurska banka
Da bi banko po priključitvi državi SHS rešili pred nacionalizacijo, je v zadevo posegel Geza Hartner in postal večinski lastnik. V osnovi je šlo samo za spretno potezo, saj so ljudje, ki so jo upravljali, ostali isti - nadzorni odbor banke so še vedno sestavljali Janos Dobray (lastnik hotela Dobray), Stefan Heklits, Bela Berger, ter Štefan Kovats (ev. senior). Industrialec Josip Benko in sreški načelnik Lipovšek pa sta zasedla izpraznjeni mesti pokojnih vplivnih odvetnikov Cziffraka ter Sömena. Po smrti Geze Hartnerja je večinski lastnik postal njegov posinovljenec Ferdinand Hartner. Med drugo svetovno vojno naj bi banka financirala promadžarska društva ter vladno stranko.

## Predsedniki (ravnatelji)
Mursko-soboška hranilnica (1873-1924):
- Jožef Berke (odvetnik, veleposestnik)
- Pal Horvath (odvetnik, veleposestnik)
- Pongrác Pósfay (okrajni glavar)
- Geza Pinter (odvetnik)
- Števan Kovatš (ev. senior)

Prekmruska banka (1924-1945):
- Števan Kovatš (ev. senior)
- Bela Berger
- Geza Hartner (veleposestnik)
- Ferdinand Hartner (veleposestnik)

- Štefan Kovats
- Geza Hartner
- Ferdinand Hartner

## Galerija
- Stavba Murskosoboške hranilnice, zgrajene okoli 1880 na Slovenski cesti v Murski Soboti
- Reklama za Prekmursko Banko v Evangeličanskem koledarju za leto 1931
- Zapisnik murskosoboške hranilnice
- Zapisnik Prekmurske banke d.d. s podpisi članov nadzornega sveta